# Lestinogomphus bivittatus
Lestinogomphus bivittatus är en trollsländeart som först beskrevs av Elliot C.G. Pinhey 1961.  Lestinogomphus bivittatus ingår i släktet Lestinogomphus och familjen flodtrollsländor. IUCN kategoriserar arten globalt som otillräckligt studerad. Inga underarter finns listade i Catalogue of Life.